# Anisodera sheppardi
Anisodera sheppardi es un coleóptero de la familia Chrysomelidae.
Fue descrita científicamente por primera vez en 1858 por Baly.